# Lisa Loeb

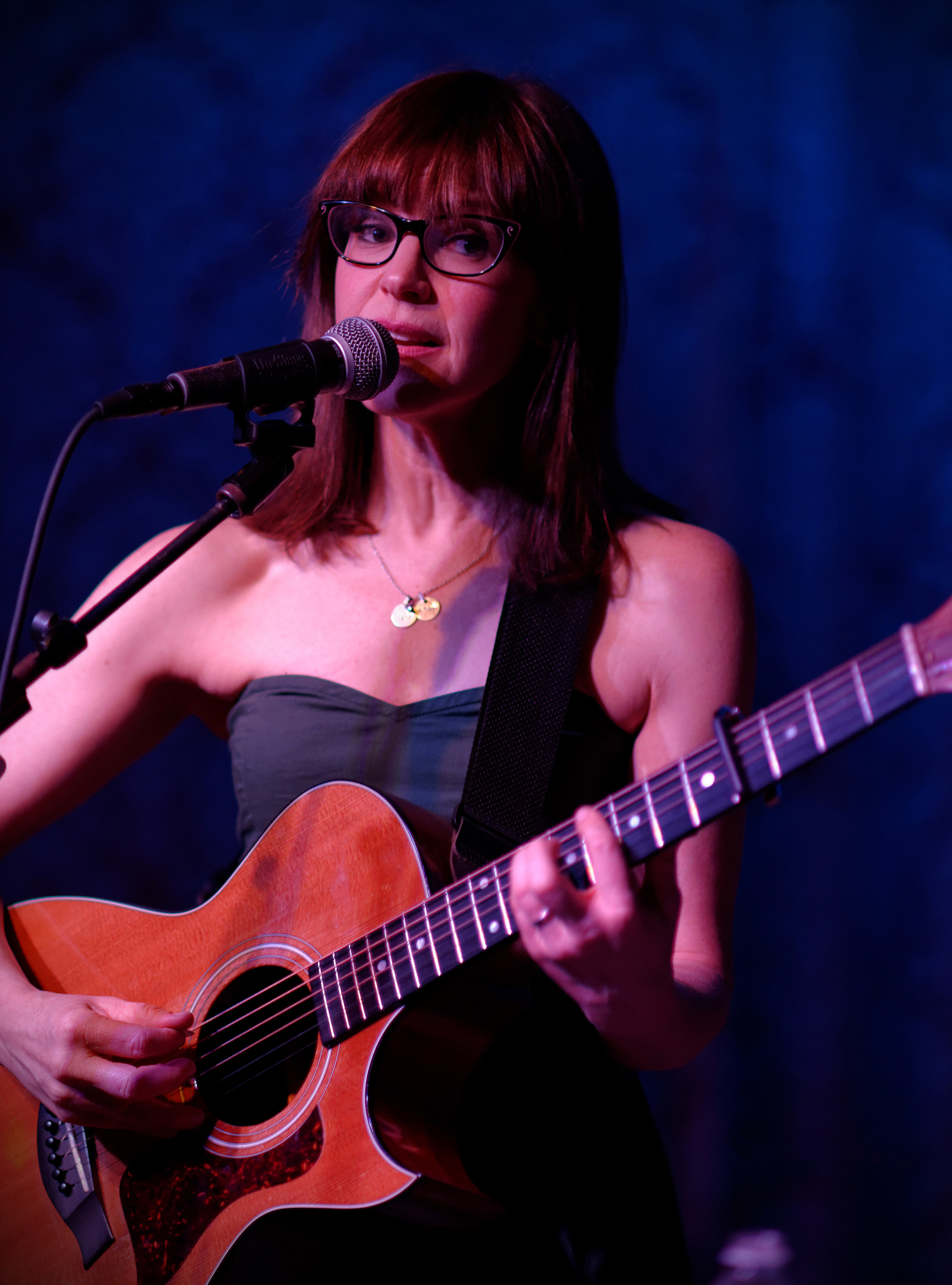
Lisa Loeb (2015)

Lisa Anne Loeb (* 11. März 1968 in Bethesda, Maryland) ist eine US-amerikanische Musikerin. Ihre Musik ist dem Stil der Singer-Songwriter zuzuordnen, mit Elementen des Pop, Pop-Rock und Folk. Bezüglich ihres Äußeren gelangte sie vor allem als überzeugte Brillenträgerin zu einer gewissen Berühmtheit.

## Leben

### Karriere
Loeb studierte Literaturwissenschaft an der Brown University in Providence (Rhode Island). Während dieser Zeit begann sie zusammen mit Elizabeth Mitchell unter dem Namen „Liz and Lisa“ Musik zu machen. Sie veröffentlichen zwei CDs, Liz and Lisa (1989) und Liz and Lisa – Days Were Different (1990), die jedoch nur in geringer Stückzahl gepresst wurden.
Nachdem Lisa Loeb sich entschlossen hatte, als Solo-Musikerin weiterzumachen, und 1992 die CD Purple Tape aufgenommen hatte, gelang ihr 1994 der musikalische Durchbruch. Entdeckt wurde sie vom Schauspieler und Freund Ethan Hawke, der in einer Wohnung auf der anderen Straßenseite von ihr in New York City lebte. Sie traf Hawke durch gemeinsame Freunde in der Theatergemeinschaft von New York. Ihr erster Hit Stay (I Missed You), der durch den Einsatz von Hawke auf dem Soundtrack zum Film Reality Bites zu hören war, erreichte in diesem Jahr Platz 1 der US-amerikanischen Hitparade, ohne dass Lisa Loeb zu diesem Zeitpunkt einen Plattenvertrag unterschrieben hatte. Sie war damit die erste Künstlerin, der dies gelang (nach 18 Jahren im Jahr 2012 gelang ein solcher Erfolg dem Künstler Macklemore mit dem Titel Thrift Shop).
Stay (I Missed You) ist auch auf Tails zu finden, ihrer ersten CD, die von einer Plattenfirma veröffentlicht wurde und die sie zusammen mit ihrer Band Nine Stories aufnahm. Das Album erreichte Gold-Status in den USA.
1997 folgte ihr zweites Album Firecracker, das – wie auch ihre späteren Veröffentlichungen – nicht an den kommerziellen Erfolg von Tails anknüpfen konnte. Dennoch erhielt es wie die Single Stay eine Gold-Auszeichnung. Der Song How aus dem zweiten Album wurde für den Soundtrack zum Film Twister verwendet.
Ihr drittes Album wurde zunächst 2002 unter dem Namen Cake and Pie veröffentlicht, dann im selben Jahr noch einmal mit mehreren neuen Stücken unter dem Namen Hello Lisa.
2003 nahm Lisa Loeb mit Catch the Moon ein Album für Kinder auf, für das sie wieder mit Elizabeth Mitchell zusammenarbeitete. 2004 folgte das Album The Way It Really Is.
Im Februar 2006 erschien eine Zusammenstellung ihrer größten Erfolge unter dem Titel The Very Best of Lisa Loeb.

### Privates
Nachdem Loeb um die Jahrtausendwende sechs Jahre mit Dweezil Zappa liiert war, heiratete sie am 31. Januar 2009 ihren Verlobten Roey Hershkovitz in New York. Die beiden hatten sich drei Jahre zuvor bei einem geschäftlichen Meeting für eine Fernsehshow getroffen, Hershkovitz ist Musikverantwortlicher bei der Conan-O’Brien-Show. Das Paar hat zwei gemeinsame Kinder – eine Tochter namens Lyla Rose (geboren 2009) und einen Sohn namens Emet Kuli (geboren 2012).

## Auszeichnungen
- 2018: Grammy Award für das Album Feel What U Feel in der Kategorie „Bestes Kinderalbum (Best Children’s Album)“

## Diskografie

### Studioalben
| Jahr | Titel        | Höchstplatzierung, Gesamtwochen, AuszeichnungChartplatzierungen (Jahr, Titel, Platzierungen, Wochen, Auszeichnungen, Anmerkungen) | Höchstplatzierung, Gesamtwochen, AuszeichnungChartplatzierungen (Jahr, Titel, Platzierungen, Wochen, Auszeichnungen, Anmerkungen) | Höchstplatzierung, Gesamtwochen, AuszeichnungChartplatzierungen (Jahr, Titel, Platzierungen, Wochen, Auszeichnungen, Anmerkungen) | Höchstplatzierung, Gesamtwochen, AuszeichnungChartplatzierungen (Jahr, Titel, Platzierungen, Wochen, Auszeichnungen, Anmerkungen) | Höchstplatzierung, Gesamtwochen, AuszeichnungChartplatzierungen (Jahr, Titel, Platzierungen, Wochen, Auszeichnungen, Anmerkungen) | Anmerkungen                                               |
| Jahr | Titel        | DE | AT | CH | UK | US | Anmerkungen                                               |
| ---- | ------------ | --- | --- | --- | --- | --- | --------------------------------------------------------- |
| 1995 | Tails        | — | — | — | UK39 (3 Wo.)UK | US30 Gold · (23 Wo.)US | Erstveröffentlichung: 26. September 1995 mit Nine Stories |
| 1997 | Firecracker  | — | — | — | — | US88 Gold · (19 Wo.)US | Erstveröffentlichung: 11. November 1997                   |
| 2002 | Cake and Pie | — | — | — | — | US199 (1 Wo.)US | Erstveröffentlichung: 26. Februar 2002                    |

Weitere Alben
- 1990: Liz and Lisa – Days Were Different
- 1992: Purple Tape
- 2002: Hello Lisa
- 2003: Catch the Moon
- 2004: The Way It Really Is
- 2005: The Very Best of
- 2007: Gypsies, Tramps, and Thieves
- 2007: Cherries
- 2008: Camp Lisa
- 2011: The Disappointing Pancake and Other Zany Songs
- 2011: Silly Sing-Along
- 2013: No Fairy Tale
- 2015: Nursery Rhyme Parade!
- 2016: Feel What You Feel

### Singles
| Jahr | Titel Album                                | Höchstplatzierung, Gesamtwochen, AuszeichnungChartplatzierungen (Jahr, Titel, Album, Platzierungen, Wochen, Auszeichnungen, Anmerkungen) | Höchstplatzierung, Gesamtwochen, AuszeichnungChartplatzierungen (Jahr, Titel, Album, Platzierungen, Wochen, Auszeichnungen, Anmerkungen) | Höchstplatzierung, Gesamtwochen, AuszeichnungChartplatzierungen (Jahr, Titel, Album, Platzierungen, Wochen, Auszeichnungen, Anmerkungen) | Höchstplatzierung, Gesamtwochen, AuszeichnungChartplatzierungen (Jahr, Titel, Album, Platzierungen, Wochen, Auszeichnungen, Anmerkungen) | Höchstplatzierung, Gesamtwochen, AuszeichnungChartplatzierungen (Jahr, Titel, Album, Platzierungen, Wochen, Auszeichnungen, Anmerkungen) | Anmerkungen                                           |
| Jahr | Titel Album                                | DE | AT | CH | UK | US | Anmerkungen                                           |
| ---- | ------------------------------------------ | --- | --- | --- | --- | --- | ----------------------------------------------------- |
| 1994 | Stay (I Missed You) Reality Bites (O.S.T.) | DE59 (13 Wo.)DE | — | — | UK6 Gold · (15 Wo.)UK | US1 Gold · (30 Wo.)US | Erstveröffentlichung: Mai 1994 mit Nine Stories       |
| 1995 | Do You Sleep? Tails                        | — | — | — | UK45 (2 Wo.)UK | US18 (20 Wo.)US | Erstveröffentlichung: September 1995 mit Nine Stories |
| 1996 | Waiting for Wednesday Tails                | — | — | — | — | US83 (5 Wo.)US | Erstveröffentlichung: Juli 1996 mit Nine Stories      |
| 1997 | I Do Firecracker                           | DE81 (9 Wo.)DE | — | — | UK83 (1 Wo.)UK | US17 (22 Wo.)US | Erstveröffentlichung: Oktober 1997                    |
| 1998 | Let’s Forget About It Firecracker          | DE100 (1 Wo.)DE | — | — | — | US71 (7 Wo.)US | Erstveröffentlichung: April 1998                      |

## Auszeichnungen für Musikverkäufe
| Goldene Schallplatte - Japan - 1997: für das Album Firecracker - Kanada - 1997: für das Album Firecracker - Neuseeland - 1996: für das Album Tails | Platin-Schallplatte - Japan - 2000: für das Album Tails - Kanada - 1996: für das Album Tails |

Anmerkung: Auszeichnungen in Ländern aus den Charttabellen bzw. Chartboxen sind in ebendiesen zu finden.
| Land/RegionAuszeichnungen für Musikverkäufe (Land/Region, Auszeichnungen, Verkäufe, Quellen) | Gold     | Platin     | Verkäufe  | Quellen                   |
| -------------------------------------------------------------------------------------------- | -------- | ---------- | --------- | ------------------------- |
| Japan (RIAJ)                                                                                 | Gold1    | Platin1    | 300.000   | riaj.or.jp                |
| Kanada (MC)                                                                                  | Gold1    | Platin1    | 150.000   | musiccanada.com           |
| Neuseeland (RMNZ)                                                                            | Gold1    | —          | 7.500     | aotearoamusiccharts.co.nz |
| Vereinigte Staaten (RIAA)                                                                    | 3× Gold3 | —          | 1.500.000 | riaa.com                  |
| Vereinigtes Königreich (BPI)                                                                 | Gold1    | —          | 400.000   | bpi.co.uk                 |
| Insgesamt                                                                                    | 7× Gold7 | 2× Platin2 |           |                           |

## Filmografie
- 1997: Die Nanny – Gastauftritt (Staffel 5, Episode 3)
- 1999: MADtv – Gastauftritt
- 1999: Haunted Hill
- 2004: Dweezil & Lisa
- 2008: Gossip Girl – Gastauftritt (Staffel 1, Folge 17 sowie Staffel 6, Folge 10)
- 2011: Fright Night
- 2014: Helicopter Mom – Gastauftritt
- 2015: Hell’s Kitchen – Gastauftritt
- 2015: Hot Tub Time Machine 2 – Gastauftritt (Katzenlady)
- 2015: Community – Gastauftritt
- 2019, 2020: Fuller House – Gastauftritt (Staffel 5, Episode 8 und 18)
- 2024: Die wilden Neunziger – Gastauftritt (Staffel 2, Episode 2)